# HBO
HBO (Home Box Office) je program koji se u Hrvatskoj emitira od 30. rujna 2004. godine. Trenutno se može pratiti putem najvećih televizijskih platformi u Hrvatskoj: MAXtv-a, B.net-a, Total TV-a i EON-a.
Program se emitira 24 sata svakim danom. HBO nudi visoko kvalitetan program koji se sastoji od filmova, crtanih filmova, serija i dokumentarnih filmova, te ponekad i koncerata koji do sada nisu prikazivani ni da jednom drugom hrvatskom televizijskom programu.
Značajna stvar za ovaj program je ta da kada neka emisija počne, nema prekida reklamama. Nakon što ta emisija završi slijedi nekoliko najava o drugim emisijama i onda počinje naredna emisija. Program zapravo ne sadrži promidžbeni program.
HBO se u sklopu gore navedenih načina dodatno plaća, uz uvjet da se sklopi pretplata na određeno vremensko razdoblje i to u iznosu dvije kino ulaznice, a točan iznos pretplate ovisi o svakome koncesionaru posebno.

## Vanjske poveznice
- Službene stranice HBO Hrvatska
- Službene stranice HBO Central Europe  Arhivirana inačica izvorne stranice od 12. travnja 2012. (Wayback Machine) (engl.)